# アルゲーロ
アルゲーロ（イタリア語: Alghero、カタルーニャ語: L'Alguer）は、イタリア共和国サルデーニャ自治州サッサリ県にある、人口約44,000人の基礎自治体（コムーネ）。
カタルーニャ語の言語島として知られる。

## 名称

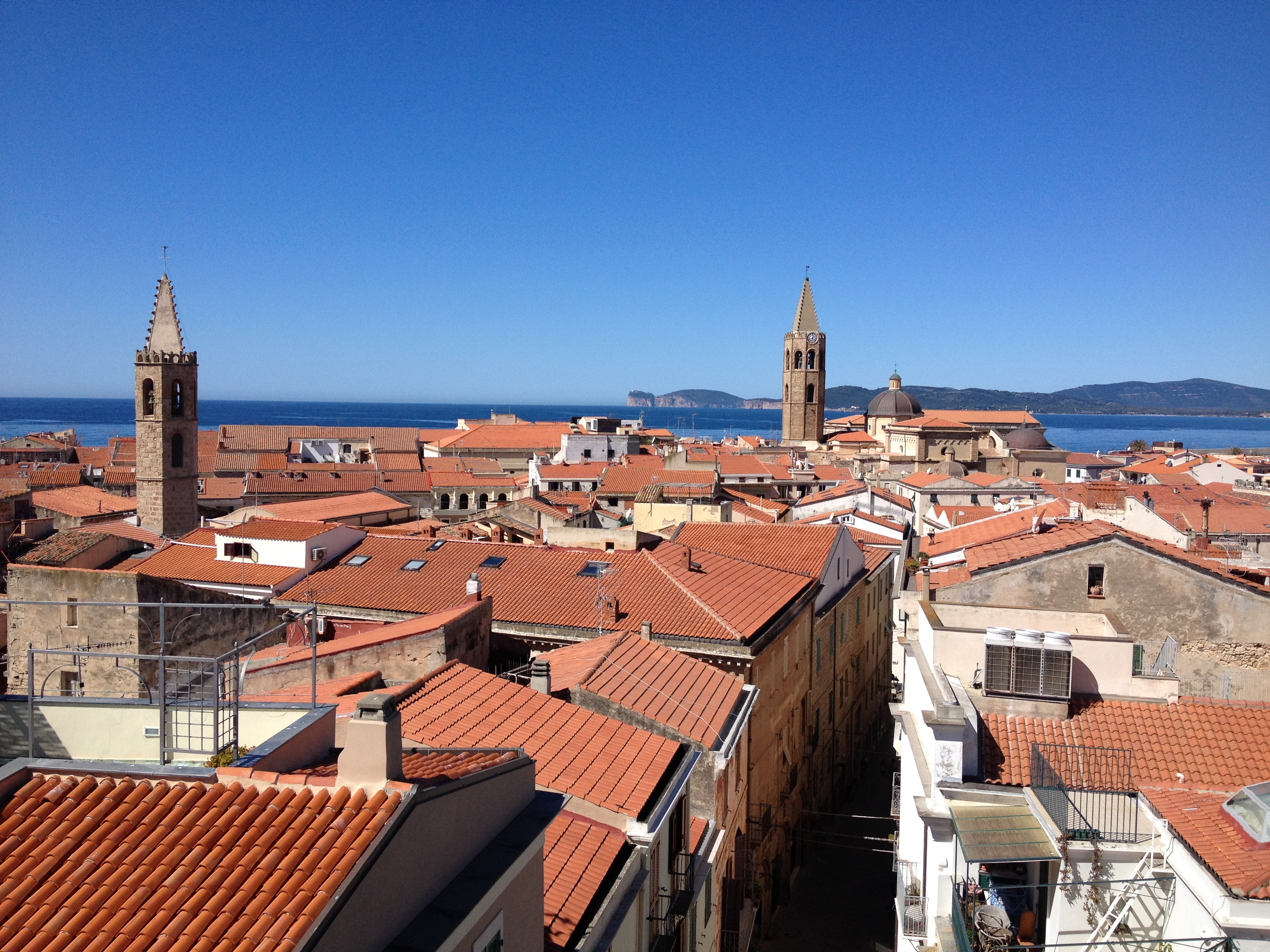
街並み

中世ラテン語の Aleguerium に由来する地名である。この地域で話されるイタリア語以外の言語では、以下のように表記される。
- カタルーニャ語: L'Alguer （ラルゲー）
- サルデーニャ語: S'Alighéra
- サッサリ語: L'Aliera

## 地理

### 位置・広がり

#### 隣接コムーネ
隣接するコムーネは以下の通り。
- オルメード
- プティフィーガリ
- サッサリ
- ウーリ
- ヴィッラノーヴァ・モンテレオーネ

## 行政

### 分離集落
アルゲーロには、以下の分離集落（フラツィオーネ）がある。
- Fertilia, Guardia Grande, I Piani, Loretella, Maristella, Sa Segada, Tanca Farrà, Santa Maria La Palma, Tramariglio, Villassunta (condivisa con il comune di Sassari), Cala Burantino

## 住民

### 言語
40%の住民がカタルーニャ語アルゲーロ方言 (it:Dialetto algherese) 話者である。
1999年、イタリア政府が公布した「歴史的な言語的マイノリティの保護に関する規則」において、カタルーニャ語はイタリアにおける少数言語 (it:Minoranze linguistiche d'Italia) と規定され、公的地位を認めた。

## 交通
アルゲーロ市内にはアルゲーロ・フェルティリア空港がある。

## 姉妹都市
- バラゲー、スペイン
- タラゴナ、スペイン
- パルマ・デ・マヨルカ、スペイン
- it:Encamp、アンドラ

## 出身著名人
- アントニオ・マラス（デザイナー）